# Elvin Bədəlov
Elvin Natiq oğlu Bədəlov (ur. 14 czerwca 1995 w Petersburgu) – azerski piłkarz grający na pozycji środkowego obrońcy. Od 2019 jest zawodnikiem klubu Sumqayıt FK.

## Kariera klubowa
Swoją karierę piłkarską Bədəlov rozpoczął w klubie Neftçi PFK z Baku. W sezonie 2013/2014 został włączony do kadry pierwszego zespołu i 23 lutego 2014 zadebiutował w jego barwach w przegranym 0:2 meczu Premyer Liqası z Sumqayıtem FK. W debiutanckim sezonie zdobył z Neftçi Puchar Azerbejdżanu. W Neftçi grał do końca sezonu 2016/2017.
Latem 2017 Bədəlov przeszedł do austriackiego klubu Karabakh Wiedeń, grającego w Regionallidze Ost. Zadebiutował w nim 23 września 2017 w przegranym 0:1 domowym meczu z SC/ESV Parndorf. W Karabakhu grał przez rok.
Latem 2018 Bədəlov wrócił do Azerbejdżanu i jesienią 2018 grał w rezerwach Sabahu Baku w drugiej lidze azerskiej. Na początku 219 roku został piłkarzem Sumqayıtu FK. Zadebiutował w nim 10 marca 2019 w przegranym 1:2 domowym meczu z Neftçi PFK.
| Sezon   | Klub            | Kraj        | Rozgrywki         | Mecze | Gole |
| ------- | --------------- | ----------- | ----------------- | ----- | ---- |
| 2013/14 | Neftçi PFK      | Azerbejdżan | Premyer Liqası    | 2     | 0    |
| 2014/15 | Neftçi PFK      | Azerbejdżan | Premyer Liqası    | 6     | 0    |
| 2015/16 | Neftçi PFK      | Azerbejdżan | Premyer Liqası    | 19    | 0    |
| 2016/17 | Neftçi PFK      | Azerbejdżan | Premyer Liqası    | 16    | 1    |
| 2017/18 | Karabakh Wiedeń | Austria     | Regionalliga      | 24    | 0    |
| 2018/19 | Sabah-2 Baku    | Azerbejdżan | Birinci Divizionu | 2     | 0    |
| 2018/19 | Sumqayıt FK     | Azerbejdżan | Premyer Liqası    | 4     | 0    |
| 2019/20 | Sumqayıt FK     | Azerbejdżan | Premyer Liqası    | 16    | 0    |
| 2020/21 | Sumqayıt FK     | Azerbejdżan | Premyer Liqası    | 25    | 0    |

## Kariera reprezentacyjna
Bədəlov grał w młodzieżowych reprezentacjach Azerbejdżanu na szczeblach U-17, U-19 i U-21. W reprezentacji Azerbejdżanu zadebiutował 13 października 2020 w zremisowanym 0:0 meczu Ligi Narodów 2020/2021 z Cyprem, rozegranym w Baku.